# Пуково (Дєдовицький район)
Пуково (рос. Пуково) — присілок в Дєдовицькому районі Псковської області Російської Федерації.
Населення становить 20 осіб. Входить до складу муніципального утворення Шелонська волость.

## Історія
Від 2015 року входить до складу муніципального утворення Шелонська волость.

## Населення
| 2001 | 2002 | 2010 |
| ---- | ---- | ---- |
| 39   | ↘35  | ↘20  |